# Cama GR
| GR ist das Kürzel für den Kanton Graubünden in der Schweiz. Es wird verwendet, um Verwechslungen mit anderen Einträgen des Namens Cama zu vermeiden. |

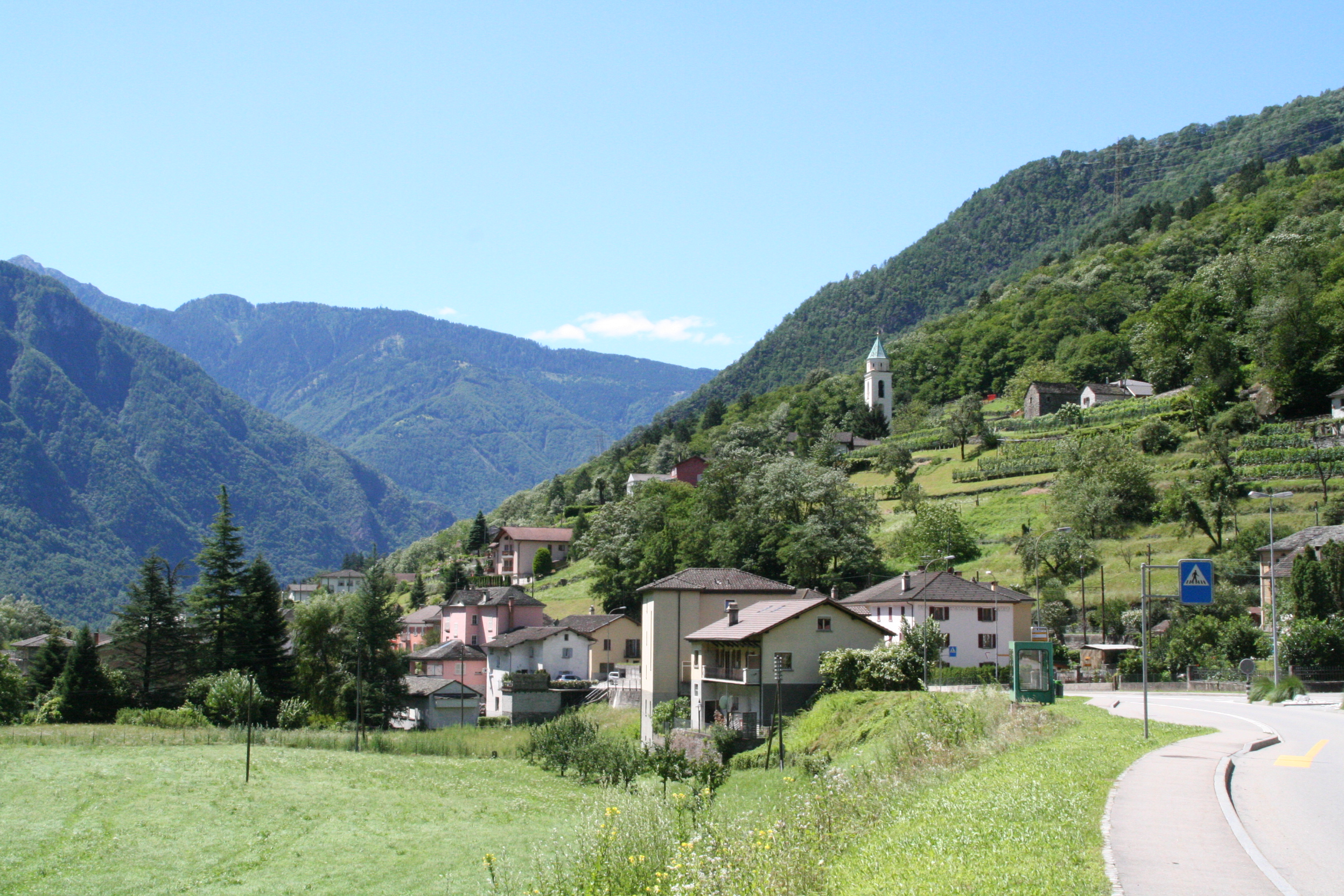
Blick auf Cama von Norden

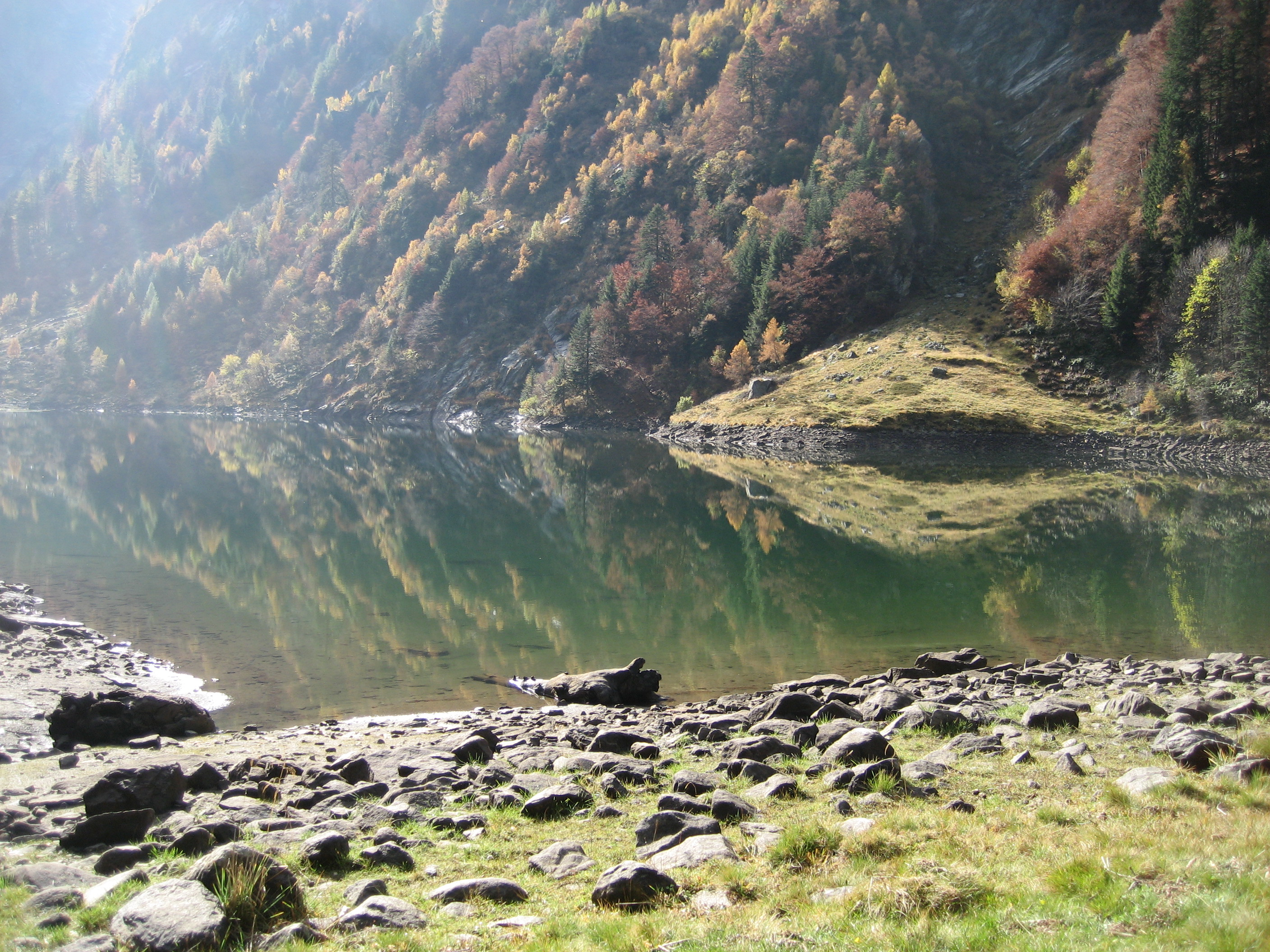
Blick auf den Lagh de Cama (Oktober 2008)

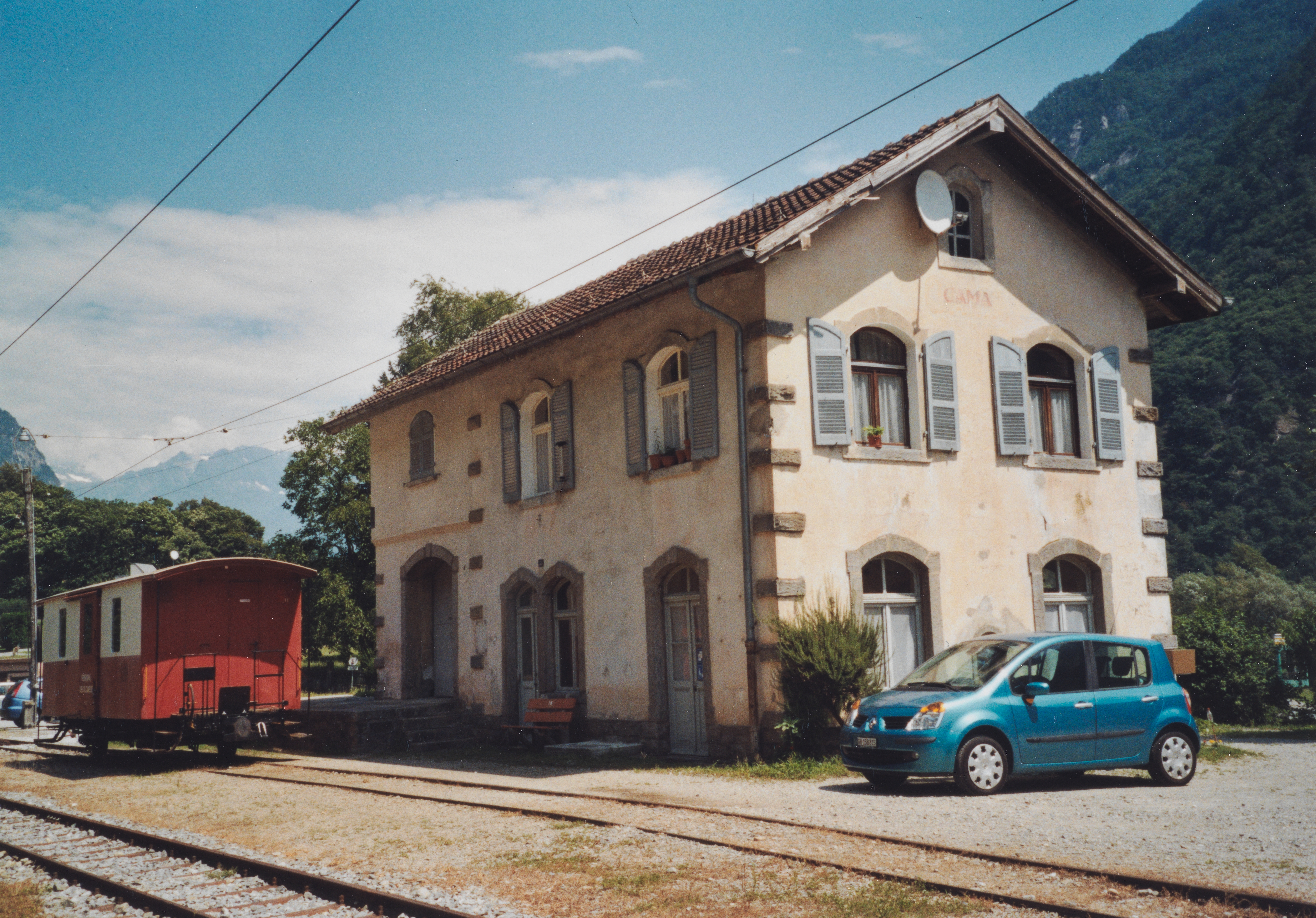
Bahnhof der ehemaligen Bahnstrecke Bellinzona–Mesocco (2009)

Cama ist eine politische Gemeinde im Kanton Graubünden. Sie gehört zur Region Moesa.

## Geographie
Die Gemeinde liegt im südlichen Misox auf beiden Seiten der Moesa und besteht aus den beiden Ortsteilen Al Pont und Norantola. Vom gesamten Gemeindegebiet von 1506 ha sind 905 ha Wald und Gehölz, 498 ha unproduktive Fläche (meist Gebirge), 63 ha landwirtschaftliche Nutzflächen und 40 ha Siedlungsfläche.
Nachbargemeinden sind Grono und Lostallo im Kanton Graubünden sowie Dosso del Liro, Gordona und Livo in Italien.
Zur Gemeinde Cama gehört das Val Cama mit seinem sehenswerten Bergsee Lagh de Cama. Das Tal ist nur zu Fuss zu erreichen. Markierte Bergpfade führen von hier über den Laghet de Sambroc und die Bocchetta de Cressim ins Val d'Arbola (Lostallo), über die Bocchetta del Notar ins italienische Valle Bodengo und über die Alp de Vazzola ins Val Leggia.
Beim See liegen zwei private Hütten mit Restaurant, die während der Sommersaison bewirtet sind. Die Alpen am Lagh de Cama werden seit kurzem wieder mit Grossvieh bestossen. Bis in die Mitte des 20. Jahrhunderts wurden die Übergänge zwischen dem Val Cama und Italien oft von Italienischen Schmugglern begangen. Nördlich der Fraktion Norantola liegen die Ruinen der Burg Norantola.

## Geschichte
Im Hochgericht Misox gehörte das Dorf zur mittleren Squadra, kirchlich zum Vikariat Roveredo. Die Pfarrkirche San Maurizio (1219 erwähnt) trennte sich 1611 von der Mutterkirche San Vittore und wurde 1656–1662 vergrössert (im Kirchenschiff Tonnengewölbe von 1860).

## Wappen
Blasonierung: In Gold (gelb) ein rotes Mauritius(Kleeblatt)kreuz, oben beseitet von zwei sechsstrahligen roten Sternen. Der heilige Mauritius ist der Patron der örtlichen Pfarrkirche, die Sterne dienen der Unterscheidung von ähnlichen Wappen. Farben der Freiherren von Sax. 

## Bevölkerung

### Einwohnerentwicklung
| Jahr      | 1826 | 1860 | 1888 | 1900 | 1950 | 1970 | 1980 | 1990 | 2000 | 2004 | 2010 | 2020 |
| Einwohner | 171  | 272  | 221  | 250  | 254  | 336  | 353  | 374  | 474  | 459  | 462  | 589  |

Die Zahl der Bewohner nahm zwischen 1826 und 1860 stark zu, stagnierte dann ein Jahrzehnt lang und verringerte sich durch Abwanderung bis 1888. In der zweiten Hälfte des 20. Jahrhunderts stieg die Einwohnerzahl stark und erreichte im Jahr 2000 einen Höchststand. Nach einer Stagnation steigt sie seit 2010 wieder deutlich.

### Sprachen
Die Gemeinde gehört zu den italienischsprachigen Gemeinden des Kantons Graubünden.
| Sprachen    | Volkszählung 1980 | Volkszählung 1980 | Volkszählung 1990 | Volkszählung 1990 | Volkszählung 2000 | Volkszählung 2000 |
| Sprachen    | Anzahl            | Anteil            | Anzahl            | Anteil            | Anzahl            | Anteil            |
| ----------- | ----------------- | ----------------- | ----------------- | ----------------- | ----------------- | ----------------- |
| Deutsch     | 10                | 2,83 %            | 18                | 4,81 %            | 24                | 5,06 %            |
| Italienisch | 328               | 92,92 %           | 347               | 92,78 %           | 418               | 88,19 %           |
| Einwohner   | 353               | 100 %             | 374               | 100 %             | 474               | 100 %             |

1990 gaben fünf Personen Portugiesisch und drei Personen Französisch als Hauptsprache an; 2000 gaben je elf Personen Portugiesisch und Serbokroatisch und vier Personen Französisch als Hauptsprache an.

### Religionen – Konfessionen
Ursprünglich war die gesamte Einwohnerschaft römisch-katholisch. Durch Kirchenaustritte und Zuwanderung aus anderen Regionen hat sich dies geändert. Dennoch ist auch jetzt noch die grosse Mehrheit katholisch. Im Jahr 2000 gab es 86,50 % römisch-katholische, 3 % evangelisch-reformierte und je 1 % christkatholische und orthodoxe Christen. Daneben findet man 3 % Konfessionslose und 1,27 % Muslime. 4 % der Bevölkerung machten keine Angaben zu ihrem Glaubensbekenntnis.

### Herkunft – Nationalität
Von den Ende 2004 459 Bewohnern sind 388 (= 84 %) Schweizer Bürger. Bei der letzten Volkszählung waren 82 % Schweizer Staatsangehörige. Darunter waren 15 Doppelbürger. Die grössten Einwanderergruppen kommen aus Italien und Portugal.

## Sehenswürdigkeiten
- Die Katholische Pfarrkirche San Maurizio[6][7]
- Ruinen der Burg Norantola
- I Grotti von Cama sind historische Weinkeller westlich des Dorfes entlang des Lehrpfades "Cammino del Gusto". Die rund 50 kleinen Steinbauten bilden eine Siedlung im Kastanienhain und sind mehrere Jahrhunderte alt. Sie wurden zur Lagerung von Lebensmitteln verwendet.[6][8]

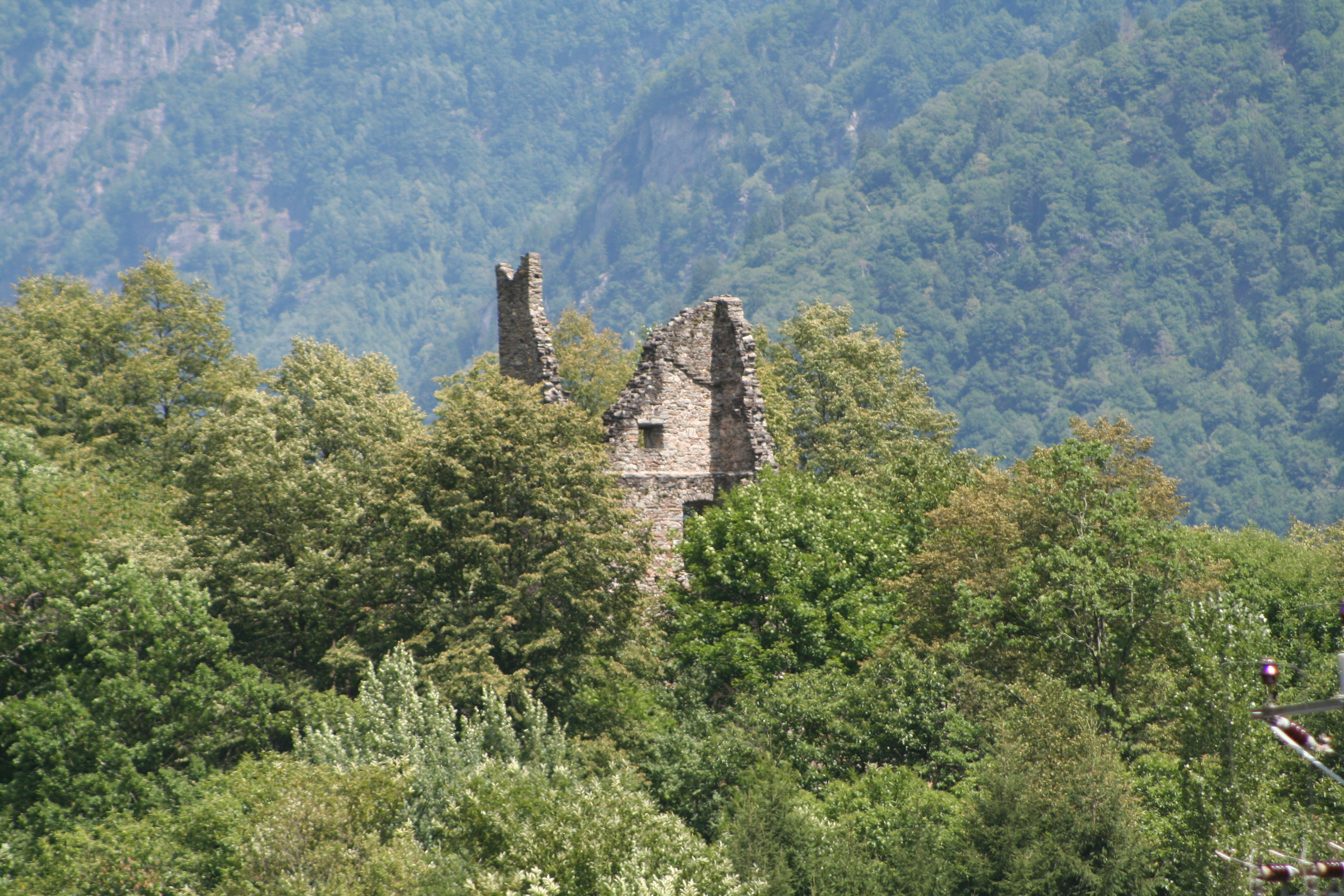
Ruine Burg Norantola

## Persönlichkeiten
- Gian Paolo Giudicetti (* um 1945 in Cama), Mitgründer der Fondazione Giudicetti Cama, Dozent an der Katholischen Universität Löwen, Schriftsteller[9]

## Einzelnachweise

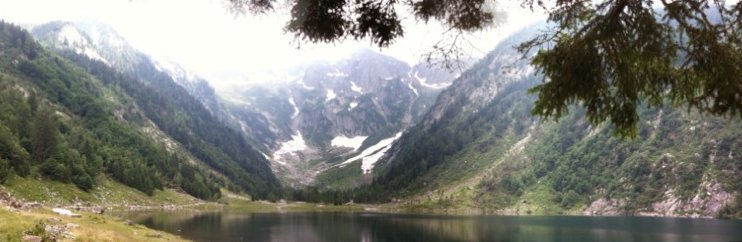
Lagh de Cama im Val Cama